# Luigi Miconi
Luigi Miconi (Tarcento, 4 giugno 1904 – Udine, 24 agosto 2000) è stato un calciatore e allenatore di calcio italiano.

## Carriera

### Calciatore
Giocò come centravanti per Udinese (a più riprese fino al 1934), Fiorentina, Salernitana e Rovigo.

### Allenatore
Alla fine della carriera da calciatore, allenò l'Udinese per diversi anni per poi passare alla Cremonese. Nel primo dopoguerra allenò in Serie C il San Donà, mentre nella stagione seguente passò al Treviso in Serie B. 
Esonerato, tornò nella stessa stagione al San Donà. All'epoca oltre alla figura dell'allenatore vi era quella del direttore tecnico, così è possibile trovare lo stesso tecnico in più di una società. Anche nel 1947-1948 Miconi allena il San Donà, ma ebbe modo di maturare sul finire della stagione stessa un'esperienza in Serie B al Perugia. 
In seguito allenerà anche il Catanzaro per poi approdare in Serie A quando affiancherà il direttore tecnico Annibale Frossi come allenatore del Torino nel campionato 1953-1954. Tornò ad allenatore l'Udinese nella stagione 1958-1959 (venendo sostituito prima della fine del campionato da Severino Feruglio), per poi passare, nella stagione successiva, al Locarno.